# Бюрґершпиталь-Ґоттезакер
Бюргершпиталь-Готтесакер (4-й район, поруч із сучасною Карлською церквою) – колишнє кладовище, засноване у 1571 році, яке, серед іншого, слугувало місцем поховання для віденського Бюргершпіталя.

## Історія

### Старий Бюрґершпиталь-Ґоттезакер
Старий цвинтар лікарні, який використовувався ще з середньовіччя, розташовувався на протилежному березі річки Відень перед воротами Kärntnertor (Kolomanfreithof) і заважав розширенню міських укріплень. Він був закритий не пізніше 1640-х років.

### Придбання та використання міською лікарнею
У 1571 році місто Відень за імператорським наказом придбало тут ділянку землі для будівництва нового кладовища. Воно служило, з одного боку, парафії Святого Стефана для поховання померлих з передмістя Відня, що належало до її парафіяльної території. З іншого боку, ймовірно, з самого початку тут також ховали померлих з міського шпиталю, про що свідчать документи 1640 року, коли кладовище офіційно перейшло у власність міського шпиталю. Міський шпиталь мав покрити витрати на будівництво нової хатинки для могильника, тому він успішно звернувся до міської ради з проханням про передачу кладовища.
Ймовірно, тільки після цього була побудована каплиця, яка була зруйнована в 1683 році під час Другої османської облоги. Після цього було відновлено кладовище, а з кінця 1698 або початку 1699 року також відновлено каплицю (каплицю Августинів). Каплиця, будівництво якої було завершено в 1701 році, обійшлася міській лікарні в загальній сумі 4031 гульденів. У 18 столітті було проведено кілька реконструкцій і розширень, які фінансувалися з церковного майна та пожертв. Поховання відбувалися не тільки на кладовищі, але й у каплиці. Однак залишається нез'ясованим, чи була каплиця вже під час будівництва присвячена святому Августину, але з великою впевненістю можна стверджувати, що існує зв'язок із братством покійних, яке розміщувалося в каплиці Аврелія в церкві августинців.
З 1638 року за ініціативою імператриці Елеонори Гонзага (1598–1655, вдова Фердинанда II) було засновано братство покійних, і страчені поховували на кладовищі, тому воно також носило назву «Армензіндер-Готтесакер» (кладовище бідних грішників). Ця частина кладовища, ймовірно, не була освячена.
З 1759 року тут також ховали померлих з дворового шпиталю у Реннвезі.

### Ліквідація
У ході ліквідації кладовищ у межах лінійних стін за Йосифа II відбулася також ліквідація Бюрґершпиталь-Ґоттезакер. З 1784 року воно більше не використовувалося, а згодом територія була вирівняна, а каплиця знесена. Протягом цього року померлі були перенесені на муніципальне кладовище Мацляйнсдорф. Остаточний розподіл ділянок і аукціон території в 1807 році передували тимчасове використання військовими та тимчасове повернення міській лікарні.
Про Антоніо Вівальді, похованого в 1741 році на кладовищі міського шпиталю, сьогодні нагадує меморіальна дошка на головній будівлі Технічного університету.